# Josh Johnson (baseball)
Pour les articles homonymes, voir Josh Johnson.
Joshua Michael Johnson (né le 31 janvier 1984 à Minneapolis, Minnesota, États-Unis) est un ancien lanceur droitier de la Ligue majeure de baseball. 
Il est sélectionné au match des étoiles en 2009 et 2010 comme représentant des Marlins de la Floride. Il joue pour les Marlins de sa première saison en 2005 jusqu'en 2012, puis pour les Blue Jays de Toronto en 2013.

## Carrière

### Marlins de la Floride
Josh Johnson est repêché le 4 juin 2002 par les Marlins de la Floride au 4e tour. Johnson est un lanceur imposant de deux mètres et 109 kg.
Il débute en Ligue majeure le 10 septembre 2005 et termine quatrième du vote pour la meilleure recrue de l'année 2006 en Ligue nationale.

#### Saison 2007
Johnson n'effectue que quatre départs en 2007 et perd ses trois décisions. Souffrant d'une blessure au coude droit, il doit subir une opération de type Tommy John et se trouve contraint à l'inactivité pour une période de 11 mois.

#### Saison 2008
C'est le 10 juillet 2008 qu'il effectue un retour au monticule pour les Marlins. Il termine la saison avec sept victoires contre une seule défaite et enregistre 77 retraits sur des prises en 87 manches et un tiers lancées.

#### Saison 2009

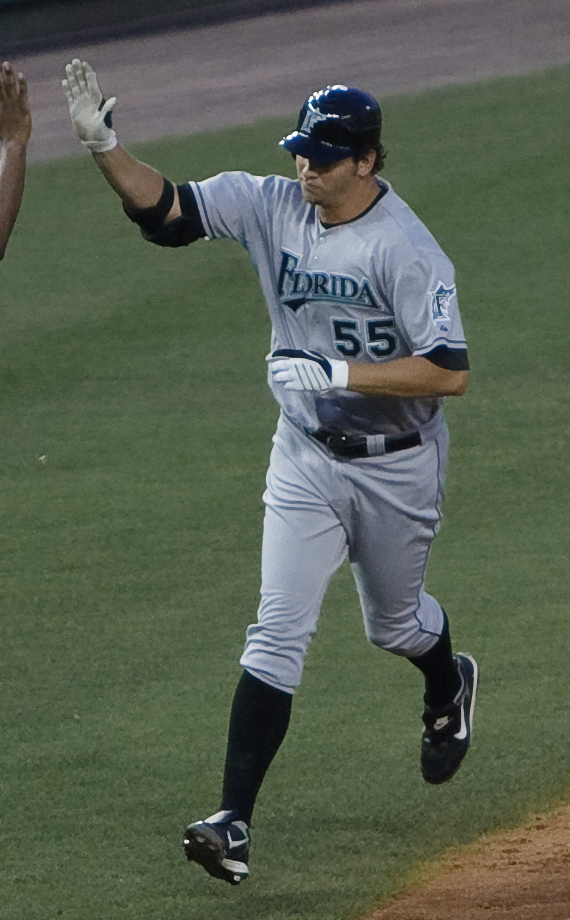
Johnson, des Marlins de la Floride, contourne les buts après son troisième coup de circuit de la saison le 4 août 2009.

En 2009, Josh Johnson a remporté 7 de ses 9 premières décisions en plus de conserver une moyenne de moins de 3 points mérités par partie. Ses succès lui valent d'être invité pour la toute première fois au match des étoiles. Il termine l'année avec une fiche de 15-5 et 191 retraits sur des prises en 209 manches lancées. Il se distingue en offensive également cette saison-là en frappant 3 circuits et récoltant 10 points produits.

#### Saison 2010
Le 14 janvier 2010, Johnson obtient des Marlins une prolongation de contrat de 4 ans pour 39 millions de dollars.
Il est nommé meilleur lanceur du mois de juin 2010 dans la Ligue nationale, en vertu d'une moyenne de points mérités de 1,18 avec 38 retraits sur des prises en 38 manches lancées durant la période. Il termine 2010 avec la meilleure moyenne de points mérités (2,30) de la Ligue nationale, 11 victoires et 6 défaites, 186 retraits sur des prises, et termine cinquième au vote pour le trophée Cy Young, décerné à Roy Halladay de Philadelphie.

#### Saison 2011
En avril 2011, il reçoit pour la seconde fois de sa carrière le titre de lanceur par excellence du mois dans la Ligue nationale. Johnson n'accorde que 18 coups sûrs à l'adversaire en début de saison pour devenir le premier lanceur, parmi ceux totalisant un minimum de 40 manches lancées, à en accorder si peu depuis l'année 1900 avant d'être arrivé au mois de mai. Précédemment, Nolan Ryan n'avait donné que 19 coups sûrs avant le 1er mai au début de la saison 1978. Johnson remporte ses trois décisions pour les Marlins et termine avril avec la meilleure moyenne de points mérités (0,88) du baseball. Sa belle saison est stoppée à la fin mai par une inflammation à l'épaule. Placé sur la liste des joueurs blessés, il ne lance plus du reste de la saison. En 9 départs à peine en 2011, Johnson affiche une moyenne de points mérités de 1,64 avec trois victoires et une défaite.

#### Saison 2012
Johnson joue une saison complète en 2012 et apparaît remis de sa blessure. Il ne remporte que 8 victoires contre 14 défaites pour les Marlins, une équipe de dernière place, mais sa moyenne de points mérités est à 3,81 en 31 départs et 191,1 manches lancées. Il enregistre 165 retraits sur des prises.

### Blue Jays de Toronto
Josh Johnson est échangé aux Blue Jays de Toronto dans le cadre de la méga-transaction conclue par les Marlins le 19 novembre 2012. Il passe aux Jays avec l'arrêt-court José Reyes, le lanceur gaucher Mark Buerhle, le receveur John Buck et le joueur d'utilité Emilio Bonifacio en retour de l'arrêt-court Yunel Escobar, du voltigeur Jake Marisnick, du joueur d'avant-champ Adeiny Hechavarria, du receveur Jeff Mathis, des lanceurs droitiers Henderson Alvarez et Anthony DeSclafani et du lanceur gaucher Justin Nicolino.
Une fois de plus blessé fréquemment, Johnson connaît une saison misérable à Toronto, à la suite de laquelle il subit une opération chirurgicale à l'épaule. En 16 départs à sa seule saison pour les Blue Jays, le droitier remet une moyenne de points mérités de 6,20 en 81 manches et un tiers lancées, avec 2 victoires et 8 défaites.

### Padres de San Diego
Le 20 novembre 2013, Johnson signe un contrat d'un an à 8 millions de dollars chez les Padres de San Diego. Durant l'entraînement de printemps, il éprouve des douleurs à l'avant-bras droit, ce qui le met à l'écart du jeu pour au moins un mois.
Il subit une seconde opération Tommy John et ne lance pas du tout en 2014. En septembre 2015, il joue un match avec un club des ligues mineures affilié aux Padres, le Storm de Lake Elsinore, et demande à être retiré du match après 4 lancers. Peu après, il se soumet à sa 3e opération Tommy John.
En novembre 2016, il signe un contrat avec les Giants de San Francisco mais un mois avant l'ouverture des camps d'entraînement, en janvier 2017, l'athlète de 32 ans annonce sa retraite sportive.

## Statistiques
| Saison | Équipe  | G   | GS  | CG | SHO | V  | D  | SV | IP    | SO  | ERA  |
| ------ | ------- | --- | --- | -- | --- | -- | -- | -- | ----- | --- | ---- |
| 2005   | Floride | 4   | 1   | 0  | 0   | 0  | 0  | 0  | 12.1  | 10  | 3,65 |
| 2006   | Floride | 31  | 24  | 0  | 0   | 12 | 7  | 0  | 157.0 | 133 | 3,10 |
| 2007   | Floride | 4   | 4   | 0  | 0   | 0  | 3  | 0  | 15.2  | 14  | 7,47 |
| 2008   | Floride | 14  | 14  | 1  | 0   | 7  | 1  | 0  | 87.1  | 77  | 3,61 |
| 2009   | Floride | 33  | 33  | 2  | 0   | 15 | 5  | 0  | 209.0 | 191 | 3,23 |
| 2009   | Floride | 28  | 28  | 1  | 0   | 11 | 6  | 0  | 183.2 | 186 | 2,30 |
| Totaux | Totaux  | 114 | 104 | 4  | 0   | 45 | 22 | 0  | 665.0 | 611 | 3,10 |

Note: G = Matches joués ; GS = Matches comme lanceur partant ; CG = Matches complets ; SHO = Blanchissages ; 
SV = Sauvetages ; V = Victoires ; D = Défaites ; IP = Manches lancées ; SO = retraits sur des prises ; ERA = Moyenne de points mérités.